# Mireille Best
Pour les articles homonymes, voir Best.
Mireille Best (Le Havre, 4 juin 1943 - Roquebrune-sur-Argens, 16 janvier 2005), est une nouvelliste et romancière française, dont l'œuvre est marquée par des thèmes lesbiens.

## Biographie
Issue d'une famille d'ouvriers, elle rencontre à l'âge de 15 ans sa compagne. Sa santé fragile l'empêche de suivre des études normales. Elle travaille dans une usine, puis comme fonctionnaire, ce qui lui permet d'obtenir pour raison de santé une mutation dans le Midi de la France (Fréjus).
En 1980, elle parvient à publier aux Éditions Gallimard Les Mots de hasard, un recueil de nouvelles qui marque le début de sa carrière littéraire.
En 1994, elle signe les dialogues d'un téléfilm, La Fille du roi, réalisé par Philippe Triboit, adaptation de la nouvelle Des fenêtres pour les oiseaux, tirée du recueil Le Méchant Petit Jeune Homme.

## Style et thèmes
Son écriture se signale par un usage singulier de la ponctuation : aucun point-virgule dans aucun de ses livres. De plus, les points et virgules sont là ou pas pour marquer un ralentissement ou au contraire une  accélération du rythme du texte, ce qui confère une respiration poétique personnelle à ses œuvres. En outre, ses personnages vivent de manière naturelle leur lesbianisme.

## Textes traduits
Ses livres ont été traduits en allemand (Camille im Oktober ; Es gibt keine Menschen im Paradies ; Am Tag als der Schnee kam), en néerlandais (Zomaar wat woorden ; Camille ; De voobijgangster) et en anglais (la nouvelle « Stephanie's Book »).

## Œuvre

### Romans
- Hymne aux Murènes, Paris, Gallimard, 1986  (ISBN 2070705498)
- Camille en octobre, Paris, Gallimard, 1988  (ISBN 2070712451) Publié en allemand sous le titre Camille im Oktober, Berlin, Verlag Krug & Schadenberg, 2000  (ISBN 9783930041206)
- Il n’y a pas d’hommes au paradis, Paris, Gallimard, 1995  (ISBN 2070741052) Publié en allemand sous le titre Es gibt keine Menschen im Paradies, Berlin, Verlag Krug & Schadenberg, 1998  (ISBN 9783930041169)

### Recueils de nouvelles
- Les Mots de hasard, Paris, Gallimard, 1980  (ISBN 2070220613)
- Le Méchant Petit Jeune Homme, Paris, Gallimard, 1983  (ISBN 2070246396)
- Une extrême attention, Paris, Gallimard, 1985  (ISBN 2070702820)
- Orphéa trois, Paris, Gallimard, 1991  (ISBN 2070721566)

### Scénario
- 1994 : La Fille du roi, téléfilm français réalisé par Philippe Triboit, avec Annie Cordy

## Études
- Lucille Cairns, « Lesbianism in contemporary French realist fiction : three case-studies (Mireille Best, Jocelyne François, Hélène de Monferrand) », French Studies Conference, Edinburgh, mars 1999.
- Stephanie Schechner, « Mireille Best : The Quest for a French Lesbian Literary Identity », Mid-Atlantic Women’s Studies Association Annual Conference, Philadelphia, février 2003.
- Janine Ricouart, « Mireille Best », Women in French, 2003.